# Hoàng Đạo Thành
Hoàng Đạo Thành (1835-1908) là một sử gia Việt Nam cuối thế kỷ 19 đầu thế kỷ 20 và là một chí sĩ hoạt động trong Phong trào Duy Tân. Ông cũng là cha của nhà văn hóa Hoàng Đạo Thúy.

## Tiểu sử
Nguyên tên của ông là Cung Đạo Thành, hiệu Cúc Lữ,sinh năm Ất Mùi 1835, quê ở làng Kim Lũ, huyện Thanh Trì, tỉnh Hà Đông nay là quận Hoàng Mai, thành phố Hà Nội.
Thời trẻ, trước khi thi Hương, ông đổi sang họ Hoàng. Năm Giáp Thân (1884), ông đỗ Cử nhân ở trường thi Thanh Hóa, cùng khoa với Đào Nguyên Phổ.
Sau đó, ông ra làm quan, nhận chức các chức giáo thụ ở các huyện Quốc Oai, Hoài Đức, Từ Sơn v.v...; rồi chức tri huyện Quế Dương, đồng tri phủ phân phủ Thuận Thành (Bắc Ninh).
Đến năm 1902, ông về trí sĩ và tập trung san định lại 2 tác phẩm "Việt sử tân ước toàn biên" và "Đại Nam hành nghĩa liệt nữ truyện". Cả hai tác phẩm đều đã được ấp ủ từ trước, nhưng chỉ đến lúc hưu trí ông mới tu đính lại. Ông cùng Đào Nguyên Phổ và các chí sĩ khác hoạt động trong Phong trào Duy Tân bằng năng khiếu thơ văn của mình.
Năm 1908, ông qua đời.

## Tác phẩm
Ông nổi tiếng có tài và có nhiều tác phẩm văn thơ.
- Đại Nam hành nghĩa liệt nữ truyện
- Việt sử tân ước toàn biên
- Việt sử tứ tự (Tập này có bài đề tựa và sự duyệt chính của Tảo Bi-Đào Nguyên Phổ, Mai Viên-Đoàn Triển và Gia Xuyên-Đỗ Văn Tâm, vào năm Bính Ngọ 1906)

Tác phẩm nổi bật nhất của ông là bộ Việt sử Tân ước Toàn biên (2 quyển) do ông biên soạn là một bộ lược sử Việt Nam, soạn cho các học sinh tiểu học học. Việt sử tân ước toàn biên chép theo niên kỷ từ đời nọ đến đời kia, chỉ chép các sự việc lớn, gọn và rõ, có thể gọi đủ. Sách chép từ Hùng vương đến hết triều Lê (q.2, tờ 43). Sau đó phụ bài Tây Sơn thủy mạt khảo (q. Sách làm vào hồi đầu thế kỷ XIX, hồi phong trào duy tân mới chớm nở, nên lối viết nửa mới nửa cũ.
Tên ông được đặt cho phố Hoàng Đạo Thành, phường Kim Giang, quận Thanh Xuân, Hà Nội.

## Gia đình
Các người con của Hoàng Đạo Thành: con cả cử nhân Hoàng Đạo Phương, một thương gia giàu có ở Hà Nội ngày xưa, Hoàng Đạo Thúy - Đại biểu Quốc hội Khóa I của Việt Nam Dân chủ Cộng hòa, con gái nữ sĩ Hoàng Thị Uyển, tức bà Cả Mọc, Hội trưởng Hội Tế sinh Bắc Việt. Cháu nội của Hoàng Đạo Thành là kiến trúc sư Hoàng Đạo Kính.
Hai cha con Hoàng Đạo Thành, Hoàng Đạo Thúy đều được lấy tên đặt cho đường phố Hà Nội.